# پاپاگوئیت
پاپاگوئیت  (به انگلیسی: Papagoite) با فرمول شیمیایی Ca2Cu2Al2 [(OH)6-Si4O12] از مجموعه کانی هاست و از نام قبیله سرخ پوستان پاپاگو Papago در آریزونای آمریکا اخذ شده‌است. محلول در HCl CaO:۱۶٫۸٪ CuO:۲۳٫۸۳٪ Al2O۳:۱۵٫۲۷٪ SiO۲:۳۶٪ H2O:۸٫۱٪ از نظر شکل بلور: ایزومتریک، رنگ: آبی روشن، شفافیت: شفاف - نیمه شفاف، جلا: شیشه ای، رخ: کامل- مطابق با سطح، سیستم تبلور: مونوکلینیک و در رده‌بندی سیلیکات است همچنین خاصیت مغناطیسی ندارد و منشأ تشکیل آن ثانوی است.
همایند کانی‌شناسی (پارانژ) آن - آلبیت- کوارتز است
، از نظر ژیزمان بلوری - آگرگات میکروکریستالین کمیاب است و بیشتر در آمریکا یافت می‌شود.